# Villa rustica de la Beriu
Villa rustica este situată la est de localitatea Beriu din județul Hunedoara, pe partea stânga a râului ce traversează localitatea, la circa 100 m vest de podul mare peste acest râu. 

## Legături exerne
- Roman castra from Romania (includes villae rusticae) - Google Maps / Earth Arhivat în 5 decembrie 2012, la Archive.is